# Burg Bischöflich Papau
Die Burg Bischöflich Papau war eine Ordensburg des Deutschen Ordens im damals ostpreußischen Dorf Bischöflich Papau, heute Papowo Biskupie. Sie diente zur Sicherung des Weges von Thorn nach Kulm.

## Geschichte
1232 wurde der Ort vom Deutschen Orden erobert. 1287 entstand eine Komtur mit einer Burg. Nach der Niederlage bei Tannenberg kam die Burg unter polnische Herrschaft, ging aber bald wieder zurück an den Orden. Der Preußische Bund, allen voran die Einwohner von Thorn, lehnten sich gegen den Orden auf und eroberten mit polnischen Rittern 1458 die Burg, die nur noch von 55 Ordensrittern verteidigt wurde. Der polnische König schenkte sie dem Bischof von Kulm, der sie ebenfalls nicht brauchen konnte. So verfiel die Burganlage. Nach der Ersten Teilung Polens kam die Burg zu Preußen, nach dem Ersten Weltkrieg wieder zu Polen.

## Bauwerk
Die Burg gehört zu den ältesten vollständig erhaltenen Deutschordensburgen vom Kastelltyp. Sie ist die einzige Ordensburg, die vollständig aus Feldstein erbaut ist. Die Fensteröffnungen sind klein, auf der Westseite fehlen Fenster. Die Anlage hat mit Seitenlänge von 42 m deutlich kleinere Dimensionen als spätere Konventburgen. Trotz des scheinbar einfachen Baus aus Feldstein war  die Burg im Inneren mit Kirche und Remter anspruchsvoll. Die Räume waren von zierlichen Gewölben überspannt und hatten große, fein profilierte Spitzbogenfenstern. Bis heute erhalten sind die äußeren Ringmauern der Nord-, West- und Ostseite und die Innenmauern des Nordflügels des Haupthauses.